# (3974) Verveer
(3974) Verveer est un astéroïde de la ceinture principale.

## Description
(3974) Verveer est un astéroïde de la ceinture principale. Il fut découvert le 28 mars 1982 à la station Anderson Mesa par Edward L. G. Bowell. Il présente une orbite caractérisée par un demi-grand axe de 2,60 UA, une excentricité de 0,11 et une inclinaison de 13,4° par rapport à l'écliptique.

## Compléments